# Täby község
Täby község (svédül: Täby kommun) Svédország 290 községének egyike. Stockholm megyében található, székhelye Täby.

## Települések
A község települései:
| Település  | Népesség | Megjegyzés         |
| ---------- | -------- | ------------------ |
| Täby       | 55 979   | a község székhelye |
| Vallentuna | 8 021    |                    |